# Măgura-Toplița
Măgura-Toplița – wieś w Rumunii, w okręgu Hunedoara, w gminie Certeju de Sus. W 2011 roku liczyła 114 mieszkańców.